# Inda
Pour l’article homonyme, voir Stella Inda.
Inda est un village de la commune de Märjamaa du comté de Rapla en Estonie. 